# Andrzej Wakar
Andrzej Wakar (ur. 30 listopada 1920 w Warszawie, zm. 21 maja 1995 w Olsztynie) – historyk, literat.

## Życiorys
Urodził się w rodzinie znanego demografa Włodzimierza Wakara. Po ukończeniu szkoły średniej rozpoczął studia historyczne na Uniwersytecie Warszawskim. W tym czasie był członkiem Niezależnej Młodzieży Socjalistycznej. II wojna światowa przerwała jego edukację na uniwersytecie.
W 1945 zamieszkał w Bartoszycach. Tutaj przez trzy lata pełnił funkcję wicestarosty i przewodniczącego Prezydium Powiatowej Rady Narodowej. W styczniu 1949 roku przeniósł się do Olsztyna, gdzie podjął pracę w Zarządzie Miejskim. Aktywnie włączył się w poznawanie historii regionu oraz jej popularyzację. Był sekretarzem Zarządu Wojewódzkiego Towarzystwa Wiedzy Powszechnej (1952-1956).
W 1954 opublikował swoją pierwszą pracę historyczną pt. Kultura Warmii i Mazur w dobie Odrodzenia. Łącznie opublikował kilkanaście opowiadań o tematyce regionalnej. Napisał wiele szkiców o wybitnych Warmiakach i Mazurach, o plebiscycie z roku 1920 i o polskim szkolnictwie na Warmii i Mazurach. Jest autorem wielu książek oraz artykułów naukowych i popularnonaukowych. Drukował też reportaże z Kuby. Pracował w redakcjach tygodnika „Panorama Północy” i miesięcznika „Warmia i Mazury”.
W 1954 podjął przerwane w czasie wojny studia, które ukończył w 1962. W 1988 obronił pracę doktorską na Uniwersytecie Mikołaja Kopernika w Toruniu i otrzymał stopień naukowy doktora nauk humanistycznych. Tematem rozprawy doktorskiej były dzieje „Gazety Olsztyńskiej” w okresie 1886–1918.
Był aktywny społeczno-politycznie. Przez 4 lata zasiadał w Komitecie Wojewódzkim PZPR.
Był jednym z współzałożycieli Stowarzyszenia Społeczno-Kulturalnego „Pojezierze”, a w latach 1966–1987 redaktorem naczelnym i dyrektorem Wydawnictwa „Pojezierze”.
Był inicjatorem wydawania serii monograficznej „Z dziejów miast i powiatów” oraz współzałożycielem Stowarzyszenia Społeczno-Kulturalnego „Pojezierze”, które zainicjowało powstanie czasopism „Panorama Północy” oraz „Warmia i Mazury”. Ukoronowaniem jego prac historycznych było wydanie drukiem w 1971 książki pt. Olsztyn 1353–1945. Była to pierwsza monografia o Olsztynie w języku polskim.
W 1955 odznaczony Medalem 10-lecia Polski Ludowej.
Jego żoną była Anna (1943–2012), przeżyli wspólnie 32 lata.
Zmarł 21 maja 1995 w Olsztynie, spoczywa na cmentarzu komunalnym w tym mieście.

## Upamiętnienie
Od 2003 r. w Olsztynie znajduje się plac (skwer) nazwany jego imieniem, położony pomiędzy gmachem Rejencji, dawnej Dyrekcji Okręgowej PKP (na północ), ulicą Kościuszki (na zachód), ulicą Reja (na południe) i ulicą Emilii Plater (na zachód). Na placu planowany jest pomnik (popiersie) Andrzeja Wakara wykonany przez olsztyńskiego rzeźbiarza Tomasza Witkowskiego. Data odsłonięcia pozostaje nieustalona, ponieważ w listopadzie 2007 radni miasta Olsztyn postanowili przed ustawieniem popiersia zapoznać się z materiałami IPN dotyczącymi Wakara.

## Publikacje
Debiutował w 1954 r. na łamach „Głosu Olsztyńskiego” szkicem historycznym Kultura Warmii i Mazur w dobie Odrodzenia. Jego debiutem książkowym była broszura Sto lat walki o szkołę polską na Mazurach i Warmii (1955). Na łamach „Warmii i Mazur” opublikował kilkanaście opowiadań o tematyce regionalnej. Wynikiem podróży na Kubę był cykl reportaży, najpierw drukowanych w „Panoramie Północy”, później wydanych w książce. Napisał szkice i portrety wybitnych Warmiaków i Mazurów oraz wiele popularnonaukowych opracowań historycznych, m.in. na temat walki o polską szkołę, plebiscytów w 1920 r. Edytorsko opracował i poprzedził wstępami m.in. prozę E. Wiecherta, K. Małłka, A. Łubieńskiej, W. Kętrzyńskiego. Wiele uwagi poświęcił dziejom „Gazety Olsztyńskiej”, oprócz artykułów naukowych i popularnonaukowych owocem tych zainteresowań była obszerna monografia tego czasopisma, w której omówił lata 1886–1918 (lata międzywojenne opracował W. Wrzesiński). Jako dyrektor wydawnictwa był inicjatorem wydawania serii monografii Miasta Warmii i Mazur (w serii ukazało się 19 praca w latach 1966-1983) i Literatura Warmii i Mazur w dawnych wiekach (11 prac w latach 1973–1988). Samodzielnie opublikował m.in.:
- Sto lat walki o szkołę polską na Mazurach i Warmii (1955)
- Krzysztof Celestyn Mrongowiusz (1956)
- Sześć wieków Olsztyna (1956) – współautor Bolesław Wolski
- Wojciech Kętrzyński wielki syn ziemi mazurskiej (1956)
- O polskości Mazur i Warmii w dawnych wiekach (1958)
- Przebudzenie narodowe Warmii 1886–1893 (1965)
- Giżycko. Z dziejów miasta t powiatu (1966) – współautor Tadeusz Willan
- Kształtowanie się władzy ludowej na Warmii i Mazurach 1945–1947 (1966)
- Węgorzewo. Z dziejów miasta i powiatu (1968) – współautor Bohdan Wilamowski
- Plebiscyt na Pojezierzu Mazurskim (1970)
- Olsztyn 1353–1945 (1971)
- Kronika Olsztyna 1945–1950 (1972)
- Bałwany chwaląc bez zakonu żył. Szkice i portrety (1986)
- „Gazeta Olsztyńska” w latach 1886–1939 (1986) – współautor Wojciech Wrzesiński[4]